# 阿里·扎伊丹
阿里·扎伊丹 (Ali Zeidan，或 Zidan; 阿拉伯语：‎，1950年—)，是一名利比亚政治家，2012年10月14日被国民议会选为新一任政府总理。他曾是位于日内瓦的人权律师，他坚定反对前领导人卡扎菲的统治，被认为具有强烈的自由主义思想。

## 生平
10月14日有4名候选人争夺利比亚总理一职，扎伊丹获得全国力量联盟的支持，以93票比85票战胜公正与建设党支持的穆罕默德·哈拉里，当选为临时政府总理。他提出的内阁名单获国民议会通过后，才能正式就任总理一职。10月31日正式就任。
2013年10月10日，他在的黎波里的一家酒店里被利比亚民兵组织“利比亚革命行动会”绑架带到一秘密地点，半日后获释。该组织声称这么做的目的是对阿纳斯·利比（Anas al-Liby，基地组织高级成员）在10月5日被美国军队逮捕的回应，因为利比亚政府默认了美军的行动。